# The Numbers

The Numbers is een website die op algoritmische wijze constant de inkomsten bijhoudt van de filmdistributie (box office), videoverhuur (dvd of blu-ray), VoD en streamingdiensten.
De site werd in 1997 gelanceerd door Bruce Nash.
Op 21 maart 2020 brachten The Numbers een verklaring uit dat vanwege bioscoopsluitingen als gevolg van de COVID-19 pandemie, "We verwachten op korte termijn niet veel box office rapportage" en rapporteerden niet de gebruikelijke dagelijkse box office schattingen bij gebrek aan box office gegevens van filmstudio's.